# Xenia (filme)
Xenia é um filme de drama grego de 2014 dirigido e escrito por Panos H. Koutras. Foi selecionado como representante da Grécia à edição do Oscar 2015, organizada pela Academia de Artes e Ciências Cinematográficas.

## Elenco
- Kostas Nikouli - Dany
- Nikos Gelia - Odysseas
- Yannis Stankoglou - Lefteris
- Marissa Triandafyllidou - Vivi
- Aggelos Papadimitriou - Tassos
- Romanna Lobats - Maria-Sonia
- Patty Pravo - Patty Pravo
- Ioulios Tziatas - Moustafa